# Ève Périsset
Ève Périsset (Saint-Priest, 1994. december 24. –) francia női válogatott labdarúgó. Az angol bajnokságban érdekelt Chelsea hátvédje.

## Pályafutása
Ève bátyja és édesapja is focizott korábban, amely ösztönözte labdarúgás iránti elköteleződését. Hat évesen már az AS Manissieux Saint-Priest csapatában futballozott a fiúk között. 2004-be írt alá az AS Saint-Priest gárdájához ahol, bár nem egy korosztályban, de Delphine Cascarino is bontogatta szárnyait. 2009-ben végül együtt csatlakoztak az Olympique Lyonhoz.
Pályáját párhuzamosan egészítette ki tanulmányaival és 2012 novemberében első profi mérkőzését abszolválta a Zorkij Krasznogorszk ellen megnyert Bajnokok Ligája nyolcaddöntőjében.
2020. június 19-én két évre szerződött a Bordeaux együtteséhez. A csapattal bajnoki bronzérmet szerzett a 2020–2021-es bajnokságban, ezzel pedig több európai élcsapat, köztük az angol Chelsea figyelmét is felkeltette játékával. Kontraktusa lejártával hároméves szerződést írt alá a londoni Kékekhez.

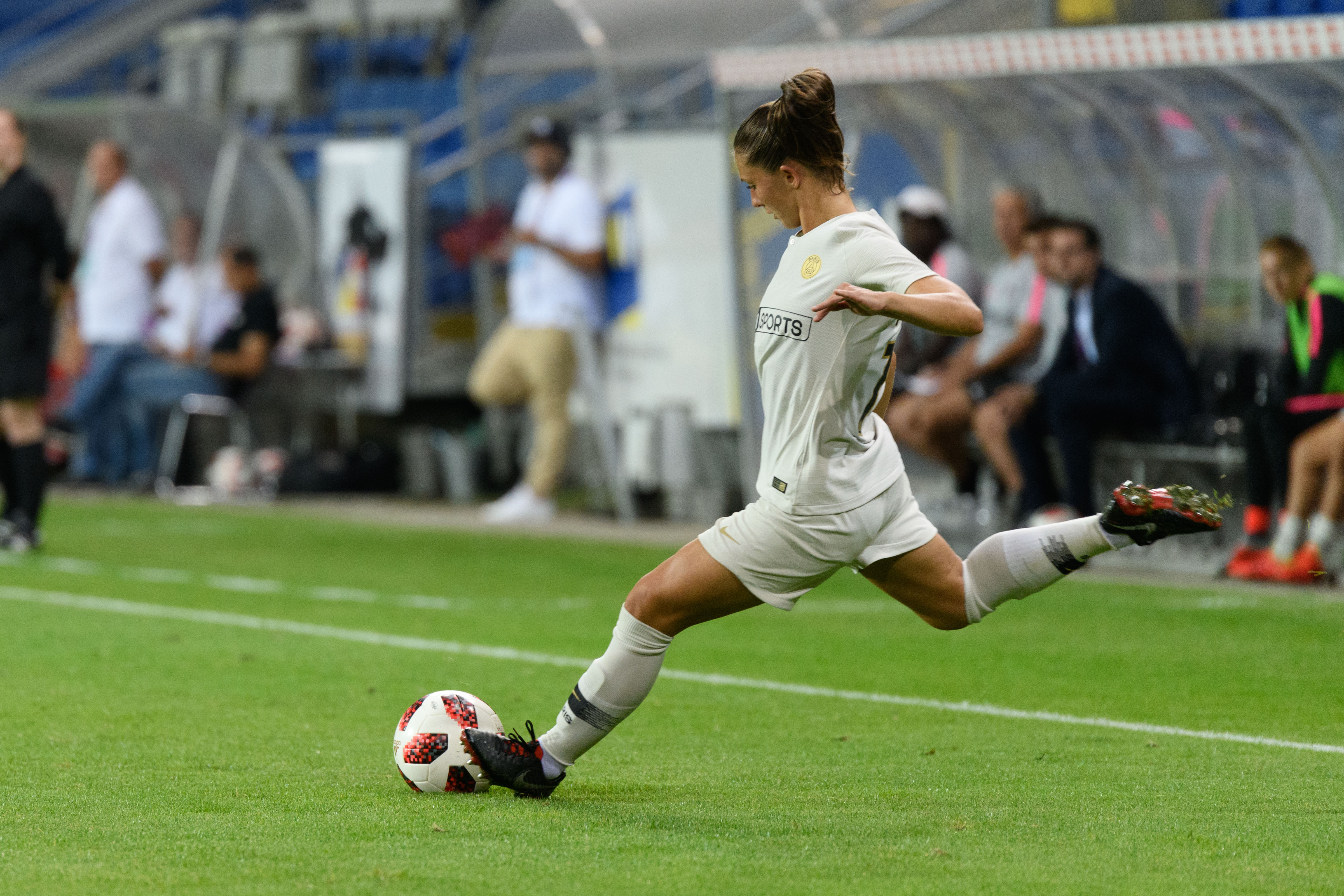
2018-ban a Paris Saint-Germain színeiben

### A válogatottban
Brazília ellen egy barátságos mérkőzésen mutatkozott be a válogatottban 2016. szeptember 16-án.
A 2017-es és a 2022-es Európa-bajnokságon is tagja volt a francia keretnek, az utóbbi tornán pedig a negyeddöntő hosszabbításában szerzett találatával ejtették ki a holland válogatottat.

## Sikerei, díjai

### Klubcsapatokban
Francia bajnok (4):
- Olympique Lyon (4): 2012–13, 2013–14, 2014–15, 2015–16

 Francia kupagyőztes (5):
- Olympique Lyon (4): 2013, 2014, 2015, 2016
- Paris Saint-Germain (1): 2018

Bajnokok Ligája győztes (1):
- Olympique Lyon (1): 2015–16

### A válogatottban
Franciaország
- SheBelieves-kupa győztes (1): 2017
- Tournoi de France aranyérmes (2): 2020, 2023
- U20-as világbajnoki bronzérmes (1): 2014

## Statisztikái

### A válogatottban
2023. február 21-ével bezárólag
| Válogatott    | Szezon   | Mérk. | Gól |
| ------------- | -------- | ----- | --- |
| Franciaország |          |       |     |
| 2016          | 2        | 0     |     |
| 2017          | 7        | 0     |     |
| 2018          | 3        | 0     |     |
| 2019          | 6        | 0     |     |
| 2020          | 5        | 1     |     |
| 2021          | 9        | 2     |     |
| 2022          | 12       | 1     |     |
| 2023          | 2        | 0     |     |
| Összesen      | Összesen | 46    | 4   |

| Franciaország színeiben szerzett góljai | Franciaország színeiben szerzett góljai | Franciaország színeiben szerzett góljai | Franciaország színeiben szerzett góljai | Franciaország színeiben szerzett góljai | Franciaország színeiben szerzett góljai | Franciaország színeiben szerzett góljai | Franciaország színeiben szerzett góljai |
| --------------------------------------- | --------------------------------------- | --------------------------------------- | --------------------------------------- | --------------------------------------- | --------------------------------------- | --------------------------------------- | --------------------------------------- |
|                                         |                                         |                                         |                                         |                                         |                                         |                                         |                                         |
| Gól                                     | Dátum                                   | Helyszín                                | Ellenfél                                | Találat                                 | Eredmény                                | Esemény                                 | Forrás                                  |
| 1                                       | 2020. december 1.                       | Stade de la Rabine, Vannes              | Kazahsztán                              | 7–0                                     | 12–0                                    | 2022-es Eb-selejtező                    | [ 9 ]                                   |
| 2                                       | 2021. október 22.                       | Stade Dominique Duvauchelle, Créteil    | Észtország                              | 3–0                                     | 11–0                                    | 2023-as vb-selejtező                    | [ 10 ]                                  |
| 3                                       | 2021. november 26.                      | Stade de la Rabine, Vannes              | Kazahsztán                              | 4–0                                     | 6–0                                     | 2023-as vb-selejtező                    | [ 11 ]                                  |
| 4                                       | 2022. július 23.                        | New York Stadion, Rotherham             | Hollandia                               | 1–0                                     | 1–0                                     | 2022-es Európa-bajnokság                | [ 12 ]                                  |